# Асен Стамболийски
Асен Александров Стамболийски е български политик.

## Биография
Роден е на 26 март 1904 г. в София. Син е на политика Александър Стамболийски. В началото на 1920-те г. продължава образованието си във Франция, завършва агроинженерство в Гренобъл. След Деветоюнския преврат през 1923 г. е осъден на 20 години затвор, откоито излежава седем. Отдава се на журналистика и става един от лидерите на БЗНС. Главен редактор е на вестник „Народно земеделско знаме“. През 1933 г. е избран за член на БЗНС и е редактор на вестник „Победа“. Публикува статии във вестниците „Политика“, „Младежко знаме“ и „Сеяч“. През октомври 1944 г. е избран за член на Управителния съвет на БЗНС, а от 1945 г. е касиер на съюза. Подписва заедно с Никола Петков и Георги Йорданов писмо-изложение до министър-председателя Кимон Георгиев с копие до регентите и Съюзната контролна комисия. В него настоява изборите за XXVI обикновено народно събрание да бъдат отложени. Включен е в листата на Обединената опозиция от Пазарджик по време на изборите за VI велико народно събрание. Избран е за депутат в него. През 1947 г., по време на заседанията на парламента, държи реч в защита на Никола Петков. Депутатският му имунитет е отнет, а той е арестуван и прекарва седем години в лагера Богданов дол и Плевенския затвор. През 1954 г. е освободен. Работи като уредник на родната си къща, превърната в музей „Александър Стамболийски“ в София. Умира на 30 октомври 1965 г. в София.